# بخش موربی
بخش موربی (به انگلیسی: Morbi district) یک منطقهٔ مسکونی در هند است که در گجرات واقع شده‌است. بخش موربی ۴٬۸۷۱٫۵ کیلومتر مربع مساحت و ۹۶۰٬۳۲۹ نفر جمعیت دارد.